# Campionato europeo femminile under 20 di pallavolo 2024
Il campionato europeo femminile under 20 di pallavolo 2024 si è svolto dal 5 al 17 agosto 2024 a Sofia, in Bulgaria, e a Dublino, in Irlanda: al torneo hanno partecipato sedici squadre nazionali under 20 europee e la vittoria finale è andata, per la terza volta, alla Turchia.
La Bulgaria è subentrata alla Scozia nell'organizzazione della manifestazione, a seguito della rinuncia da parte di quest'ultima federazione.

## Impianti
|                                                                   |                                                                                       |  |
|                                                                   |                                                                                       |  |
| Hristo Botev Hall Città: Sofia Capienza: 1 500 Anno d'apertura: ? | Sport Ireland National Indoor Arena Città: Dublino Capienza: 1 900 Anno d'apertura: ? |  |

## Regolamento

### Formula
La formula ha previsto:
- Fase a gironi, disputata con girone all'italiana, con partite di sola andata: le prime due classificate di ogni girone hanno acceduto alla fase finale;
- Fase finale, disputata con semifinali, finale per il terzo posto e finale.

### Criteri di classifica
Se il risultato finale è stato di 3-0 o 3-1 sono stati assegnati 3 punti alla squadra vincente e 0 a quella sconfitta, se il risultato finale è stato di 3-2 sono stati assegnati 2 punti alla squadra vincente e 1 a quella sconfitta.
L'ordine del posizionamento in classifica è stato definito in base a:
- Numero di partite vinte;
- Punti;
- Ratio dei set vinti/persi;
- Ratio dei punti realizzati/subiti;
- Risultati degli scontri diretti.

## Squadre partecipanti
| Squadra     | Qualificazione                                                     | Ultima partecipazione                 |
| ----------- | ------------------------------------------------------------------ | ------------------------------------- |
| Belgio      | Seconda migliore 2ª alla seconda fase del torneo di qualificazione | / Slovacchia e Ungheria 2016          |
| Bulgaria    | Paese organizzatore                                                | / Bosnia ed Erzegovina e Croazia 2020 |
| Croazia     | 1ª alla prima fase del torneo di qualificazione (MEVZA)            | Macedonia del Nord 2022               |
| Finlandia   | Quarta migliore 2ª alla seconda fase del torneo di qualificazione  | Macedonia del Nord 2022               |
| Irlanda     | Paese organizzatore                                                | Debutto                               |
| Italia      | 1ª alla prima fase del torneo di qualificazione (WEVZA)            | Macedonia del Nord 2022               |
| Paesi Bassi | Terza migliore 2ª alla seconda fase del torneo di qualificazione   | Macedonia del Nord 2022               |
| Polonia     | 1ª alla prima fase del torneo di qualificazione (EEVZA)            | Macedonia del Nord 2022               |
| Portogallo  | 1ª alla seconda fase del torneo di qualificazione (girone E)       | Debutto                               |
| Rep. Ceca   | 1ª alla seconda fase del torneo di qualificazione (girone D)       | / Estonia e Finlandia 2014            |
| Serbia      | 1ª alla seconda fase del torneo di qualificazione (girone A)       | Macedonia del Nord 2022               |
| Slovenia    | Migliore 2ª alla seconda fase del torneo di qualificazione         | Macedonia del Nord 2022               |
| Spagna      | 1ª alla seconda fase del torneo di qualificazione (girone B)       | Svizzera 2000                         |
| Svezia      | 1ª alla prima fase del torneo di qualificazione (NEVZA)            | Francia 1984                          |
| Turchia     | 1ª alla prima fase del torneo di qualificazione (BVA)              | Macedonia del Nord 2022               |
| Ucraina     | 1ª alla seconda fase del torneo di qualificazione (girone C)       | Italia 2008                           |

## Torneo

### Fase a gironi
| Girone I (in Bulgaria) | Girone II (in Irlanda) |
| ---------------------- | ---------------------- |
| Belgio                 | Finlandia              |
| Bulgaria               | Irlanda                |
| Croazia                | Italia                 |
| Paesi Bassi            | Polonia                |
| Slovenia               | Portogallo             |
| Spagna                 | Rep. Ceca              |
| Svezia                 | Serbia                 |
| Turchia                | Ucraina                |

#### Girone I

##### Risultati
| 5 agosto 2024 Hristo Botev Hall, Sofia Durata: 1h:45 - Spettatori: 50   | Spagna      | 1 - 3 | Croazia     | 23-25, 24-26, 25-21, 14-25        |
| 5 agosto 2024 Hristo Botev Hall, Sofia Durata: 2h:03 - Spettatori: 80   | Slovenia    | 2 - 3 | Paesi Bassi | 25-23, 13-25, 16-25, 25-19, 13-15 |
| 5 agosto 2024 Hristo Botev Hall, Sofia Durata: 1h:24 - Spettatori: 200  | Bulgaria    | 3 - 1 | Svezia      | 21-25, 25-16, 25-10, 25-14        |
| 5 agosto 2024 Hristo Botev Hall, Sofia Durata: 1h:13 - Spettatori: 100  | Belgio      | 0 - 3 | Turchia     | 23-25, 20-25, 18-25               |
| 6 agosto 2024 Hristo Botev Hall, Sofia Durata: 1h:47 - Spettatori: 80   | Svezia      | 1 - 3 | Paesi Bassi | 26-24, 18-25, 23-25, 19-25        |
| 6 agosto 2024 Hristo Botev Hall, Sofia Durata: 2h:01 - Spettatori: 70   | Croazia     | 3 - 2 | Slovenia    | 25-15, 21-25, 19-25, 25-13, 15-12 |
| 6 agosto 2024 Hristo Botev Hall, Sofia Durata: 1h:12 - Spettatori: 300  | Bulgaria    | 0 - 3 | Belgio      | 23-25, 19-25, 18-25               |
| 6 agosto 2024 Hristo Botev Hall, Sofia Durata: 1h:12 - Spettatori: 50   | Turchia     | 3 - 0 | Spagna      | 25-19, 25-23, 25-17               |
| 7 agosto 2024 Hristo Botev Hall, Sofia Durata: 1h:44 - Spettatori: 100  | Belgio      | 3 - 2 | Svezia      | 25-13, 23-25, 25-18, 23-25, 15-4  |
| 7 agosto 2024 Hristo Botev Hall, Sofia Durata: 0h:58 - Spettatori: 50   | Slovenia    | 0 - 3 | Turchia     | 9-25, 20-25, 13-25                |
| 7 agosto 2024 Hristo Botev Hall, Sofia Durata: 1h:43 - Spettatori: 100  | Spagna      | 3 - 2 | Bulgaria    | 25-15, 16-25, 16-25, 25-21, 15-4  |
| 7 agosto 2024 Hristo Botev Hall, Sofia Durata: 1h:38 - Spettatori: 80   | Paesi Bassi | 1 - 3 | Croazia     | 19-25, 20-25, 25-18, 18-25        |
| 9 agosto 2024 Hristo Botev Hall, Sofia Durata: 1h:37 - Spettatori: 60   | Belgio      | 3 - 1 | Spagna      | 25-19, 18-25, 25-17, 25-21        |
| 9 agosto 2024 Hristo Botev Hall, Sofia Durata: 1h:56 - Spettatori: 80   | Turchia     | 3 - 2 | Paesi Bassi | 21-25, 12-25, 25-21, 25-21, 15-10 |
| 9 agosto 2024 Hristo Botev Hall, Sofia Durata: 2h:03 - Spettatori: 250  | Bulgaria    | 3 - 2 | Slovenia    | 24-26, 25-15, 26-24, 23-25, 15-9  |
| 9 agosto 2024 Hristo Botev Hall, Sofia Durata: 1h:02 - Spettatori: 50   | Svezia      | 0 - 3 | Croazia     | 15-25, 13-25, 15-25               |
| 10 agosto 2024 Hristo Botev Hall, Sofia Durata: 1h:01 - Spettatori: 50  | Slovenia    | 0 - 3 | Belgio      | 6-25, 19-25, 14-25                |
| 10 agosto 2024 Hristo Botev Hall, Sofia Durata: 1h:01 - Spettatori: 100 | Spagna      | 3 - 0 | Svezia      | 25-22, 25-19, 25-6                |
| 10 agosto 2024 Hristo Botev Hall, Sofia Durata: 1h:16 - Spettatori: 200 | Paesi Bassi | 0 - 3 | Bulgaria    | 22-25, 18-25, 21-25               |
| 10 agosto 2024 Hristo Botev Hall, Sofia Durata: 1h:11 - Spettatori: 80  | Croazia     | 0 - 3 | Turchia     | 14-25, 22-25, 20-25               |
| 12 agosto 2024 Hristo Botev Hall, Sofia Durata: 1h:00 - Spettatori: 50  | Svezia      | 0 - 3 | Turchia     | 15-25, 11-25, 18-25               |
| 12 agosto 2024 Hristo Botev Hall, Sofia Durata: 1h:51 - Spettatori: 80  | Belgio      | 3 - 2 | Paesi Bassi | 21-25, 22-25, 25-13, 25-23, 15-10 |
| 12 agosto 2024 Hristo Botev Hall, Sofia Durata: 1h:40 - Spettatori: 150 | Bulgaria    | 3 - 1 | Croazia     | 25-16, 25-17, 15-25, 25-17        |
| 12 agosto 2024 Hristo Botev Hall, Sofia Durata: 2h:04 - Spettatori: 50  | Spagna      | 3 - 2 | Slovenia    | 22-25, 25-22, 25-22, 18-25, 18-16 |
| 13 agosto 2024 Hristo Botev Hall, Sofia Durata: 1h:33 - Spettatori: 50  | Croazia     | 1 - 3 | Belgio      | 23-25, 25-23, 13-25, 14-25        |
| 13 agosto 2024 Hristo Botev Hall, Sofia Durata: 1h:46 - Spettatori: 50  | Paesi Bassi | 1 - 3 | Spagna      | 25-27, 20-25, 25-22, 23-25        |
| 13 agosto 2024 Hristo Botev Hall, Sofia Durata: 1h:06 - Spettatori: 60  | Slovenia    | 3 - 0 | Svezia      | 25-15, 25-23, 25-19               |
| 13 agosto 2024 Hristo Botev Hall, Sofia Durata: 1h:11 - Spettatori: 250 | Turchia     | 3 - 0 | Bulgaria    | 25-19, 25-17, 25-23               |

##### Classifica
| Pos. | Squadra     | Pt | G | V | P | SV | SP | Ratio  | PF  | PS  | Ratio |
| ---- | ----------- | -- | - | - | - | -- | -- | ------ | --- | --- | ----- |
| 1.   | Turchia     | 20 | 7 | 7 | 0 | 21 | 2  | 10,500 | 548 | 423 | 1,296 |
| 2.   | Belgio      | 16 | 7 | 6 | 1 | 18 | 9  | 2,000  | 621 | 512 | 1,213 |
| 3.   | Bulgaria    | 12 | 7 | 4 | 3 | 14 | 13 | 1,077  | 583 | 547 | 1,066 |
| 4.   | Croazia     | 11 | 7 | 4 | 3 | 14 | 13 | 1,077  | 576 | 564 | 1,021 |
| 5.   | Spagna      | 10 | 7 | 4 | 3 | 14 | 14 | 1,000  | 606 | 605 | 1,002 |
| 6.   | Paesi Bassi | 7  | 7 | 2 | 5 | 12 | 18 | 0,667  | 640 | 651 | 0,983 |
| 7.   | Slovenia    | 7  | 7 | 1 | 6 | 11 | 18 | 0,611  | 547 | 640 | 0,855 |
| 8.   | Svezia      | 1  | 7 | 0 | 7 | 4  | 21 | 0,190  | 427 | 606 | 0,705 |

      Qualificata alla fase finale.

#### Girone II

##### Risultati
| 5 agosto 2024 National Indoor Arena, Dublino Durata: 2h:00 - Spettatori: 70   | Serbia     | 3 - 1 | Ucraina    | 21-25, 27-25, 25-22, 28-26        |
| 5 agosto 2024 National Indoor Arena, Dublino Durata: 1h:20 - Spettatori: 100  | Italia     | 3 - 0 | Rep. Ceca  | 25-21, 25-19, 25-19               |
| 5 agosto 2024 National Indoor Arena, Dublino Durata: 0h:57 - Spettatori: 200  | Irlanda    | 0 - 3 | Portogallo | 12-25, 8-25, 11-25                |
| 5 agosto 2024 National Indoor Arena, Dublino Durata: 1h:33 - Spettatori: 115  | Polonia    | 3 - 1 | Finlandia  | 25-11, 25-19, 17-25, 25-20        |
| 6 agosto 2024 National Indoor Arena, Dublino Durata: 1h:18 - Spettatori: 80   | Italia     | 3 - 0 | Portogallo | 25-23, 25-16, 25-19               |
| 6 agosto 2024 National Indoor Arena, Dublino Durata: 1h:20 - Spettatori: 30   | Serbia     | 0 - 3 | Polonia    | 22-25, 24-26, 14-25               |
| 6 agosto 2024 National Indoor Arena, Dublino Durata: 1h:43 - Spettatori: 66   | Rep. Ceca  | 3 - 1 | Finlandia  | 25-20, 17-25, 25-18, 25-11        |
| 6 agosto 2024 National Indoor Arena, Dublino Durata: 0h:53 - Spettatori: 160  | Ucraina    | 3 - 0 | Irlanda    | 25-11, 25-12, 25-8                |
| 7 agosto 2024 National Indoor Arena, Dublino Durata: 1h:19 - Spettatori: 75   | Portogallo | 0 - 3 | Finlandia  | 24-26, 16-25, 19-25               |
| 7 agosto 2024 National Indoor Arena, Dublino Durata: 1h:05 - Spettatori: 70   | Irlanda    | 0 - 3 | Rep. Ceca  | 11-25, 10-25, 11-25               |
| 7 agosto 2024 National Indoor Arena, Dublino Durata: 1h:51 - Spettatori: 50   | Polonia    | 3 - 1 | Ucraina    | 25-23, 22-25, 26-24, 25-16        |
| 7 agosto 2024 National Indoor Arena, Dublino Durata: 1h:36 - Spettatori: 50   | Italia     | 3 - 1 | Serbia     | 20-25, 25-19, 25-17, 25-18        |
| 9 agosto 2024 National Indoor Arena, Dublino Durata: 1h:25 - Spettatori: 75   | Rep. Ceca  | 0 - 3 | Polonia    | 19-25, 21-25, 18-25               |
| 9 agosto 2024 National Indoor Arena, Dublino Durata: 1h:02 - Spettatori: 120  | Finlandia  | 3 - 0 | Irlanda    | 25-9, 25-14, 25-7                 |
| 9 agosto 2024 National Indoor Arena, Dublino Durata: 1h:56 - Spettatori: 40   | Serbia     | 3 - 2 | Portogallo | 21-25, 23-25, 25-20, 25-17, 15-13 |
| 9 agosto 2024 National Indoor Arena, Dublino Durata: 1h:17 - Spettatori: 44   | Ucraina    | 0 - 3 | Italia     | 21-25, 16-25, 22-25               |
| 10 agosto 2024 National Indoor Arena, Dublino Durata: 1h:45 - Spettatori: 125 | Serbia     | 1 - 3 | Finlandia  | 23-25, 25-17, 19-25, 24-26        |
| 10 agosto 2024 National Indoor Arena, Dublino Durata: 0h:50 - Spettatori: 225 | Italia     | 3 - 0 | Irlanda    | 25-1, 25-2, 25-12                 |
| 10 agosto 2024 National Indoor Arena, Dublino Durata: 1h:42 - Spettatori: 130 | Polonia    | 3 - 1 | Portogallo | 21-25, 25-20, 25-14, 25-22        |
| 10 agosto 2024 National Indoor Arena, Dublino Durata: 1h:21 - Spettatori: 40  | Ucraina    | 0 - 3 | Rep. Ceca  | 20-25, 21-25, 14-25               |
| 12 agosto 2024 National Indoor Arena, Dublino Durata: 1h:14 - Spettatori: 130 | Finlandia  | 0 - 3 | Ucraina    | 27-29, 16-25, 23-25               |
| 12 agosto 2024 National Indoor Arena, Dublino Durata: 1h:17 - Spettatori: 50  | Portogallo | 0 - 3 | Rep. Ceca  | 25-27, 12-25, 12-25               |
| 12 agosto 2024 National Indoor Arena, Dublino Durata: 0h:53 - Spettatori: 110 | Irlanda    | 0 - 3 | Serbia     | 12-25, 13-25, 12-25               |
| 12 agosto 2024 National Indoor Arena, Dublino Durata: 2h:03 - Spettatori: 400 | Polonia    | 2 - 3 | Italia     | 15-25, 25-27, 25-23, 25-23, 9-15  |
| 13 agosto 2024 National Indoor Arena, Dublino Durata: 1h:44 - Spettatori: 20  | Portogallo | 1 - 3 | Ucraina    | 23-25, 19-25, 25-21, 30-32        |
| 13 agosto 2024 National Indoor Arena, Dublino Durata: 1h:26 - Spettatori: 35  | Rep. Ceca  | 0 - 3 | Serbia     | 25-27, 18-25, 22-25               |
| 13 agosto 2024 National Indoor Arena, Dublino Durata: 1h:40 - Spettatori: 50  | Finlandia  | 1 - 3 | Italia     | 16-25, 15-25, 29-27, 14-25        |
| 13 agosto 2024 National Indoor Arena, Dublino Durata: 0h:54 - Spettatori: 215 | Irlanda    | 0 - 3 | Polonia    | 12-25, 12-25, 8-25                |

##### Classifica
| Pos. | Squadra    | Pt | G | V | P | SV | SP | Ratio | PF  | PS  | Ratio |
| ---- | ---------- | -- | - | - | - | -- | -- | ----- | --- | --- | ----- |
| 1.   | Italia     | 20 | 7 | 7 | 0 | 21 | 4  | 5,250 | 610 | 443 | 1,377 |
| 2.   | Polonia    | 19 | 7 | 6 | 1 | 20 | 6  | 3,333 | 611 | 507 | 1,205 |
| 3.   | Rep. Ceca  | 12 | 7 | 4 | 3 | 12 | 10 | 1,200 | 501 | 437 | 1,146 |
| 4.   | Serbia     | 11 | 7 | 4 | 3 | 14 | 12 | 1,167 | 592 | 564 | 1,050 |
| 5.   | Finlandia  | 9  | 7 | 3 | 4 | 12 | 13 | 0,923 | 533 | 545 | 0,978 |
| 6.   | Ucraina    | 9  | 7 | 3 | 4 | 11 | 13 | 0,846 | 557 | 543 | 1,026 |
| 7.   | Portogallo | 4  | 7 | 1 | 6 | 7  | 18 | 0,389 | 519 | 567 | 0,915 |
| 8.   | Irlanda    | 0  | 7 | 0 | 7 | 0  | 21 | 0,000 | 208 | 525 | 0,396 |

      Qualificata alla fase finale.

### Fase finale

#### Tabellone
|  | Semifinali | Semifinali | Semifinali |        |    | Finale          | Finale          | Finale          |  |
|  |            |            |            |        |    |                 |                 |                 |  |
|  | 1A         | Turchia    | 3          |        |    |                 |                 |                 |  |
|  | 1A         | Turchia    | 3          |        |    |                 |                 |                 |  |
|  | 2B         | Polonia    | 1          |        |    |                 |                 |                 |  |
|  | 2B         | Polonia    | 1          |        | 1A | Turchia         | 3               |                 |  |
|  |            |            |            |        | 1A | Turchia         | 3               |                 |  |
|  |            |            | 1B         | Italia | 2  |                 |                 |                 |  |
|  | 1B         | Italia     | 1B         | Italia | 2  | 3               |                 |                 |  |
|  | 1B         | Italia     |            |        |    | 3               |                 |                 |  |
|  | 2A         | Belgio     | 1          |        |    | Finale 3º posto | Finale 3º posto | Finale 3º posto |  |
|  | 2A         | Belgio     | 1          |        |    |                 |                 |                 |  |
|  |            |            |            |        |    |                 |                 |                 |  |
|  |            |            |            |        |    | 2B              | Polonia         | 2               |  |
|  |            |            |            |        |    | 2B              | Polonia         | 2               |  |
|  |            |            |            |        |    | 2A              | Belgio          | 3               |  |

#### Risultati

##### Semifinali
| 16 agosto 2024 Hristo Botev Hall, Sofia Durata: 1h:35 - Spettatori: 85 | Turchia | 3 - 1 | Polonia | 25-14, 22-25, 25-17, 25-18 |
| 16 agosto 2024 Hristo Botev Hall, Sofia Durata: 1h:48 - Spettatori: 70 | Italia  | 3 - 1 | Belgio  | 18-25, 28-26, 25-17, 25-21 |

##### Finale 3º posto
| 17 agosto 2024 Hristo Botev Hall, Sofia Durata: 1h:48 - Spettatori: 70 | Polonia | 2 - 3 | Belgio | 23-25, 25-21, 25-13, 15-25, 10-15 |

##### Finale
| 17 agosto 2024 Hristo Botev Hall, Sofia Durata: 1h:57 - Spettatori: 260 | Turchia | 3 - 2 | Italia | 22-25, 25-16, 25-19, 17-25, 15-11 |

## Classifica finale
| Pos     | Squadra     | Rosa |
| ------- | ----------- | --- |
| Oro     | Turchia     | Formazione: 1 Şenyapıcı, 2 Kayıkçı, 4 Yeşilırmak, 5 Kaçmaz, 6 Özdemir, 7 Gergef, 9 Eroğuz, 11 Çalışkan, 13 Mumcular, 14 Safronova, 16 Acıbal, 17 Durgun, 18 Köse, 24 Paşa, CT: Durmaz                        |
| Argento | Italia      | Formazione: 2 Piomboni, 3 Monaco, 5 Bosso, 6 Sassolini, 7 Moroni, 8 Esposito, 10 Bardaro, 11 Manfredini, 14 Magnabosco, 15 Atamah, 16 Adigwe, 18 Ndoye, 24 Micheletti, 28 Gambini, CT: Gagliardi             |
| Bronzo  | Belgio      | Formazione: 2 Luyten, 5 F. Maes, 6 Bertels, 7 Cos, 8 Hauben, 9 Neufkens, 10 Vanhoecke, 13 Engels, 14 J. Maes, 16 Debout, 17 Wouters, 18 Debouck, 21 Radovic, 22 Peeters, CT: Blondeel                        |
| 4       | Polonia     | Formazione: 1 Suska, 2 Bujnarowska, 3 Maciejewicz, 4 Milewska, 7 Fiedorowicz, 9 Malinowska, 11 Moszyńska, 13 Walczak, 15 Spławska, 16 Adamczyk, 17 Ornoch, 18 Hewelt, 22 Siuda, 23 Pinderska, CT: Majka      |
| 5       | Rep. Ceca   | Formazione: 2 Tobiášová, 3 Jedličková, 6 Vávrová, 8 Jasečková, 9 Janská, 10 Průšová, 11 Pragerová, 12 Nováková, 13 Jakuškina, 17 Pokorná, 18 Smolková, 22 Formánková, 23 Chládková, 24 Dvořáková, CT: Pommer |
| 6       | Bulgaria    | Formazione: 2 Ninova, 3 Nikolova, 4 Ivanova, 6 Gunčeva, 7 Kolarova, 10 Koeva, 11 Pejčeva, 12 Dimitrova, 13 Dudova, 14 Zlatanova, 15 Dokova, 16 Angelova, 19 Mišovska, 20 Stojanova, CT: Kračanov             |
| 7       | Serbia      | Formazione: 1 Mijačić, 2 Mihajlović, 3 Kričković, 4 Simić, 5 Burka, 7 Petković, 10 Arsić, 11 Danilović, 12 Tasić, 15 Stanojević, 17 Cvetković, 20 L. Žigić, 21 V. Žigić, 23 Vidačić, CT: Vasović             |
| 8       | Croazia     | Formazione: 2 Dragičević, 3 Kesar, 4 Lijić, 7 Županić, 9 Burilović, 11 Papac, 12 Štiglić, 14 Perić, 15 Drobac, 17 Kovčo, 18 Bošnjak, 19 Milovanović, 20 La. Sesar, 22 Lo. Sesar, CT: Radočaj                 |
| 9       | Spagna      | Formazione: 1 De Paula, 2 Munar, 3 Arcos, 4 Can. López, 5 Ramos, 6 Losada, 8 Mavrommatis, 9 Cay. López, 10 Echávarri, 11 Jiménez, 12 Akamere, 14 Victory, 16 Osayande, 18 Okeke, CT: Orduna                  |
| 10      | Finlandia   | Formazione: 1 Subotic, 2 Kaikkonen, 3 Korhonen, 4 Lehmus, 5 Räty, 6 Kastarinen, 7 Kilpinen, 8 Huoman, 10 Help, 11 Pöllänen, 12 Siika-aho, 14 Mäkikyrö, 17 Alatalo, 18 Isometsä, CT: Huhtakangas              |
| 11      | Ucraina     | Formazione: 1 Nakoskina, 2 Starostenko, 3 Žylins′Ka, 4 Žarkova, 6 Pavlyk, 7 Hejko, 8 Tverda, 9 Herasymčuk, 10 Hrycyk, 11 Drapak, 14 Kryva, 17 Prokopova, 18 Rybolovljeva, 22 Sirjac′ka, CT: Dyhtjarenko      |
| 12      | Paesi Bassi | Formazione: 1 Molenaar, 2 Krikhaar, 3 Strikwerda, 4 Donkers, 6 Wessels, 8 Heilig, 9 Jelsma, 11 Koops, 14 Smits, 15 van Wetering, 16 Gerritsen, 17 Kok, 19 van de Kooi, 20 Wijnbergen, CT: Klok               |
| 13      | Slovenia    | Formazione: 2 Labinjan, 4 Gornjec Hodnik, 5 Vukojević, 6 Kneževič, 7 Križanič, 8 Svetina, 11 Pukl Verdel, 12 Ulrih, 13 Sagadin Pristovnik, 15 Jurič, 16 Filipič, 19 Lebič, 20 Gorinšek, CT: Klokočovnik      |
| 14      | Portogallo  | Formazione: 2 Amaral, 3 Campos, 5 M. Garcez, 6 M. Ferreira, 7 Monteiro, 8 Aleixo, 9 Marques, 10 Cerveira, 11 F. Ferreira, 12 Coelho, 13 Garrido, 14 Costa, 15 J. Garcez, 17 Santos, CT: Carronha             |
| 15      | Svezia      | Formazione: 1 Persson, 3 Tinnert, 5 Arvidsson, 6 Andersson, 7 Saxne, 10 Philipsson, 11 Madestam, 12 Muhizi, 13 Nordin Ottosson, 14 Hellvig, 17 Welander, 18 Berg, 20 Tolstoy, 22 Edlund, CT: Cozzi           |
| 16      | Irlanda     | Formazione: 1 Carey, 2 Ni Bhraoin, 3 Brumnjak, 4 Phelan, 5 Dowling, 6 D. Smolen, 7 Byrne, 8 Machale, 9 G. Smolen, 10 McDonnell, 11 Dobey, 12 Connolly, 15 Mulcahy, 17 Cassidy, CT: Bell                      |

|  |  |  |  | Qualificate al Campionato mondiale under 21 2025 |

## Premi individuali
| Premio                 | Nome             | Squadra |
| ---------------------- | ---------------- | ------- |
| MVP                    | Dilay Özdemir    | Turchia |
| Miglior palleggiatrice | Dilay Özdemir    | Turchia |
| Miglior opposto        | Beren Yeşilırmak | Turchia |
| Miglior schiacciatrice | Teresa Bosso     | Italia  |
| Miglior schiacciatrice | Liza Safronova   | Turchia |
| Miglior centrale       | Linda Manfredini | Italia  |
| Miglior centrale       | Yana Wouters     | Belgio  |
| Miglior libero         | Anna Bardaro     | Italia  |

## Statistiche
| Rendimento individuale | Rendimento individuale | Rendimento individuale | Rendimento individuale |
| Pos.                   | Nome                   | Punti                  | Squadra                |
| ---------------------- | ---------------------- | ---------------------- | ---------------------- |
| 1                      | Merit Adigwe           | 148                    | Italia                 |
| 2                      | Saar Bertels           | 136                    | Belgio                 |
| 3                      | Beren Yeşilırmak       | 133                    | Turchia                |
| 4                      | Iva Dudova             | 122                    | Bulgaria               |
| 5                      | Julia De Paula         | 111                    | Spagna                 |
| 6                      | Anna Fiedorowicz       | 103                    | Polonia                |
| 6                      | Julia Hewelt           | 103                    | Polonia                |
| 6                      | Linda Manfredini       | 103                    | Italia                 |
| 9                      | Kaat Cos               | 102                    | Belgio                 |
| 10                     | Ana Burilović          | 99                     | Croazia                |

| Attacchi vincenti | Attacchi vincenti | Attacchi vincenti | Attacchi vincenti |
| Pos.              | Nome              | Punti             | Squadra           |
| ----------------- | ----------------- | ----------------- | ----------------- |
| 1                 | Merit Adigwe      | 139               | Italia            |
| 2                 | Beren Yeşilırmak  | 122               | Turchia           |
| 3                 | Saar Bertels      | 120               | Belgio            |
| 4                 | Julia De Paula    | 100               | Spagna            |
| 4                 | Iva Dudova        | 100               | Bulgaria          |
| 6                 | Julia Hewelt      | 87                | Polonia           |
| 7                 | Mara Štiglić      | 78                | Croazia           |
| 8                 | Kaat Cos          | 76                | Belgio            |
| 8                 | Zoi Mavrommatis   | 76                | Spagna            |
| 10                | Ana Burilović     | 75                | Croazia           |

| Muri vincenti | Muri vincenti       | Muri vincenti | Muri vincenti |
| Pos.          | Nome                | Punti         | Squadra       |
| ------------- | ------------------- | ------------- | ------------- |
| 1             | Yana Wouters        | 30            | Belgio        |
| 2             | Agata Milewska      | 25            | Polonia       |
| 3             | Dilay Özdemir       | 23            | Turchia       |
| 3             | Aurora Papac        | 23            | Croazia       |
| 5             | Ajda Gornjec Hodnik | 22            | Slovenia      |
| 6             | Begüm Kaçmaz        | 21            | Turchia       |
| 6             | Rozalia Moszyńska   | 21            | Polonia       |
| 8             | Linda Manfredini    | 20            | Italia        |
| 9             | Jessica Akamere     | 15            | Spagna        |
| 9             | Nisan Eroğuz        | 15            | Turchia       |

| Battute vincenti | Battute vincenti | Battute vincenti | Battute vincenti |
| Pos.             | Nome             | Punti            | Squadra          |
| ---------------- | ---------------- | ---------------- | ---------------- |
| 1                | Anna Fiedorowicz | 20               | Polonia          |
| 2                | Linda Manfredini | 18               | Italia           |
| 3                | Romane Neufkens  | 16               | Belgio           |
| 3                | Liza Safronova   | 16               | Turchia          |
| 5                | Natasza Ornoch   | 15               | Polonia          |
| 6                | Borjana Angelova | 13               | Bulgaria         |
| 6                | Kaat Cos         | 13               | Belgio           |
| 8                | Ana Burilović    | 12               | Croazia          |
| 8                | Adéla Chládková  | 12               | Rep. Ceca        |
| 8                | Kate Lijić       | 12               | Croazia          |